# Oostriku jõgi
Oostriku jõgi är ett vattendrag i Estland. Det ligger i den centrala delen av landet, 100 km sydost om huvudstaden Tallinn.